# Веслање на Медитеранским играма 2013 — дубл скул за мушкарце
 Веслање у дисциплини дубл скул за мушкарце (M2x) на Медитеранским играма 2013. одржано је турском граду Адана на језеру Сејхан 21 и 23. јуна. Учествовало је 5 чамаца (10 веслача) из исто толико земаља.

## Сатница
Време (UTC+3).
| Датум        | Време | Ниво     |
| ------------ | ----- | -------- |
| 21. јун 2013 | 10:00 | Групе    |
| 23. јун 2013 | 10:30 | Финале А |

## Победници
|                                       |                                              |                                 |
| Франческо Фоци Романи Батисти Италија | Марко Марјановић Александар Филиповић Србија | Јуре Граце Алеш Зупан Словенија |

## Резултати

### Квалификације
Због малог броја посада сви су веслали квалификације и финале.
| Пл. | Стаза | Екипа                                 | Држава    | Време   | Заостатак | Бел. |
| --- | ----- | ------------------------------------- | --------- | ------- | --------- | ---- |
| 1   | 5     | Франческо Фоци Романи Батисти         | Италија   | 6:25,27 |           | ФА   |
| 2   | 3     | Марко Марјановић Александар Филиповић | Србија    | 6:22,06 | +4,82     | ФА   |
| 3   | 2     | Мустафа Фејала Abdelkhalek Elbanna    | Турска    | 6:36,97 | +11,70    | ФА   |
| 4   | 4     | Квентин Антоњели Матијас Рејмонд      | Монако    | 6:38,98 | +13,71    | ФА   |
| 5   | 1     | Јуре Граце Алеш Зупан                 | Словенија | 6:51,49 | +26,22    | ФА   |

### Финале А
| Пл. | Стаза | Екипа                                 | Држава    | Време   | Заостатак | Бел. |
| --- | ----- | ------------------------------------- | --------- | ------- | --------- | ---- |
|     | 3     | Франческо Фоци Романи Батисти         | Италија   | 6:20,76 |           |      |
|     | 4     | Марко Марјановић Александар Филиповић | Србија    | 6:22,06 | +1,30     |      |
|     | 1     | Јуре Граце Алеш Зупан                 | Словенија | 6:31,29 | +10,53    |      |
| 4   | 2     | Мустафа Фејала Abdelkhalek Elbanna    | Турска    | 6:35,54 | +14,78    |      |
| 5   | 5     | Квентин Антоњели Матијас Рејмонд      | Монако    | 6:41,22 | +20,46    |      |